# ヒドゥン2
『ヒドゥン2』（原題：The Hidden II）は、1987年の映画『ヒドゥン』の続編として製作された1993年のオリジナルビデオ作品。

## あらすじ
異星人は、その母星において別々の二方向に進化したとされ、その半分はただ悦楽を追い求める暴力的で犯罪的な種族に（第1作でちらりと登場したイカの様な姿）、もう半分は欲望や肉体をも超越した純粋なエネルギー生命体になったとされる。
前作にてロス市警のトム・ベック刑事とFBI捜査官ロイド・ギャラガーの活躍により異星人の犯罪者は倒されたが、異星人本体が爆発した際に異星人の一部が犬に食べられたことで、犬の身体を介して蘇生してしまう。
ベック刑事（前作のマイケル・ヌーリーに代わり、本作ではマイケル・ウェルドンが演じる）の体に宿った善良な異星人（ギャラガー。前作で闘いのさなか殉職したベックの亡骸に乗り移り地球人として定住している）は、こうなることを想定して、15年もの長い間、備えていたが、残念なことに、彼の存在自体が身体に深刻なダメージを与え、ベックの生命エネルギーを消耗させてしまっていた。そのため、異星人の消息を追って、駆け付けた工場跡地にて、大量の繭を発見するものの、人間に乗り移った異星人に襲われ命を落としてしまう。
ベックの体に宿った異星人が引き起こす奇行や執着が原因で関係が悪化し疎遠となっていたベックの娘ジュリエット（ケイト・ホッジ）は、父の亡骸と対面する。その夜、かつてギャラガーが母星に送った応援を寄こす求めに応じて地球にやってきた新しい異星人の男マクラクラン（ラファエル・スバージ）が彼女の前に現れ、自身のことやギャラガーのことを説明する。当初は半信半疑であったジュリエットであったが、異星人によるものと思われる殺人が再び始まると、両者は協力して異星人による犯行を阻止するために行動する。

## 公開
アメリカでは1994年7月にニューライン・ホームビデオ社からオリジナルビデオ作品として発売されたが、日本ではアメリカでの発売より10カ月早く、1993年9月に公開された。
2005年、ニューライン・ホームエンターテインメント社は、オリジナルとなる前作『ヒドゥン』と2本立てでDVD化し発売した。

## 出演者
- マクラクラン - ラファエル・スバージ（宮本充）
- ジュリエット・ベック - ケイト・ホッジ（田中敦子）

初回放送1995年12月7日『木曜洋画劇場』

## 評価
Creature Featureは、一部のくだりに意外な展開もあり、その点は良かったが、それ以外は第1作に劣るとし、星2つ（最高は星5つ）の評価とした。
映画レヴューサイトMORIAでは、星半分（最高は星5つ）の評価。スバージが演じる異星人とホッジが演じる人間との間のロマンス、特にスバージ（異星人）が人間の振る舞いを理解しようとするくだりは良かったが、その他の点は、いわゆる「続編」映画の悪いところ全てが詰まっている、と評した
。
エンターテインメント・ウィークリー誌は、第1作は面白かったが、本作は「駄作そのもの（just raw crud）」としてDマイナスの評価を下した。
なお、エンサイクロペディア・サイエンス・フィクションによると、本作冒頭10分までの部分は、第1作の映像が使い回しされている。